# 三交百貨店
三交百貨店（さんこうひゃっかてん）は、かつて三重県松阪市と伊勢市にあった百貨店。「株式会社三交百貨店」が運営していたが、店舗閉店後、同社は2007年（平成19年）5月31日に清算が結了した。

## 沿革
三重県南勢・東紀州地区では唯一の日本百貨店協会加盟の百貨店だった。
1965年（昭和40年）開業の三交ショッピングセンターが多店舗化の後、百貨店に業態転換し、長らく松阪店（本店）と伊勢店の2店舗で経営していた。三重交通の完全子会社だったものの、三重交通の属する近畿日本鉄道グループには同業の近鉄百貨店があるため、同社を代表とする「近鉄流通グループ」（近鉄グループの中の一集団）の一員でもある。近鉄流通グループには同じ三重県内の四日市市で営業していた中部近鉄百貨店（現在の近鉄百貨店四日市店）があるため、三交百貨店の「三交友の会」は「中部近鉄友の会」と連携を図っていた。
バブル経済期には大都市の都心店舗に匹敵する売上高の増加を経験したが、ジャスコ（現：イオン）等の郊外型ショッピングセンターの開業が相次いだ為、売り上げが急激に下降した。2001年（平成13年）には伊勢店を閉店して松阪店に経営資源の集中を図り、増床・改装した。しかし、結局は2006年（平成18年）8月29日に会社そのものを解散する発表をし、同年末に松阪店を閉店している。
閉店後、会社清算に先立ち、近鉄百貨店に百貨店営業に関する権利・義務の一部を譲渡し、一部の商品券について近鉄百貨店グループが発行した商品券と同じ扱いになった。また、津松菱では百貨店空白地帯となった南勢・東紀州地区に対しての外商営業を強化している。

### 年表
- 1965年（昭和40年）
  - 2月1日 - 株式会社三交ショッピングセンターとして設立。
  - 5月13日 - 株式会社三交ショップが設立。
  - 6月8日 - 三交ショッピングセンター松阪店開業[4]。
- 1967年（昭和42年）12月2日 - 三交ショッピングセンター茶与町店開業。
- 1968年（昭和43年）12月3日 - 三交ショッピングセンター結城店開業。
- 1969年（昭和44年）
  - 9月1日 - 株式会社三交ストアーが設立。
  - 11月29日 - 三交ショッピングセンター伊勢店開業[4]。
- 1970年（昭和45年）
  - 5月20日 - 三交ショッピングセンター千里店開業。
  - 11月18日 - 松阪店を増築。
- 1972年（昭和47年）10月27日 - 三交ショッピングセンター二俣店開業。
- 1973年（昭和48年）6月25日 - 株式会社三交ショッピングセンターが事業部制を採用、食品事業部を新設。
- 1974年（昭和49年）2月 - 外商部鵜方営業所を志摩郡阿児町鵜方に開設。
- 1976年（昭和51年）10月 - 外商部津営業所を津市栄町に移転。
- 1977年（昭和52年）
  - 3月 - 株式会社三交ショッピングセンターが株式会社三交ショップ、株式会社三交ストアーを合併し、株式会社三交百貨店に改称、百貨店に業態を変更。
  - 5月 - 千里店を譲渡。
  - 11月 - 松阪店を増築、駐車場棟を新築。
- 1978年（昭和53年）2月 - 株式会社三交ショッピングセンターが津新町食堂街を閉店。
- 1979年（昭和54年）
  - 2月 - 茶与町店を閉店。
  - 3月2日 - 伊勢店を増築、ジョイシティの愛称がつく[5][6]。
  - 4月 - 二俣店を閉店。
  - 12月 - 結城店を閉店。
- 1981年（昭和56年）9月 - 津外商部を津市本町に移転。
- 1982年（昭和57年）10月 - 松阪外商部尾鷲出張所を開設。
- 1984年（昭和59年）10月 - 志摩外商部を志摩郡阿児町鵜方に開設。
- 1985年（昭和60年）2月 - ジョイシティ三交百貨店駐車場株式会社が設立。
- 1988年（昭和63年）4月 - 伊勢店全館（地階を除く）を改装。
- 1989年（平成元年）4月 - 松阪店地階食品売り場を全面改装。
- 1990年（平成2年）
  - 3月 - 久居外商部を久居市新町に開設。
  - 3月 - 松阪店1階を全面リニューアル。
  - 3月 - 津外商部を津市栄町三丁目に移転し、津ショップを開店。
- 1991年（平成3年）9月 - 津外商部を津市大字藤方（ウォッチマン津藤方店内）に移転。
- 2001年（平成13年）
  - 5月13日 - 伊勢店を閉鎖。
  - 10月19日 - 松阪店を増床・改装。
- 2006年（平成18年）12月30日 - 松阪店を閉鎖。
- 2007年（平成19年）5月31日 - 株式会社三交百貨店の清算が結了。

## 過去に存在した店舗

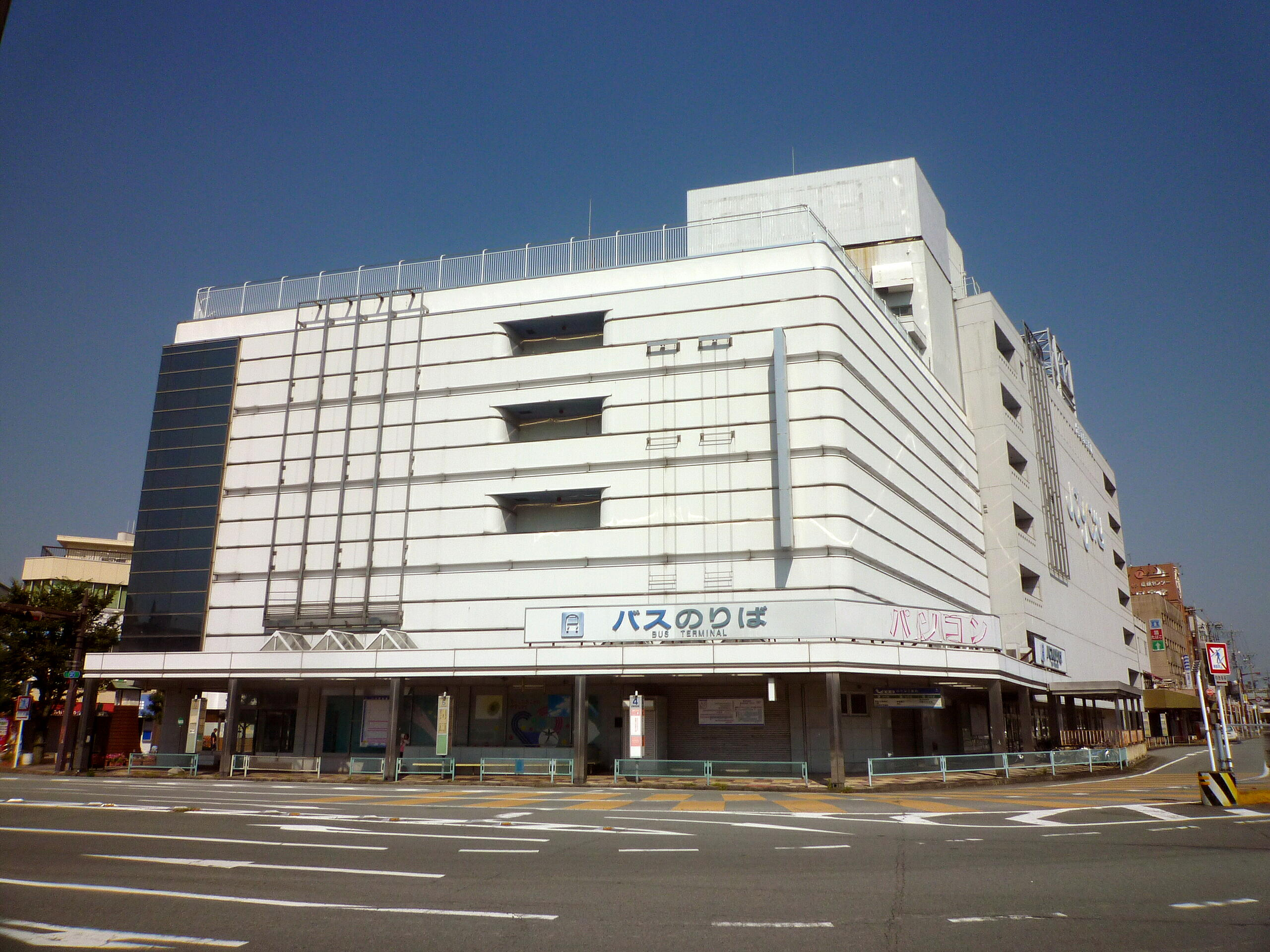
空き店舗となった旧伊勢店（2009年撮影）

### 松阪店
三重県松阪市京町509-2。建物跡地は駐車場となった。松阪市では三越伊勢丹ホールディングス（三越の源流は三井家の越後屋呉服店であり、三井家は松阪発祥）の店舗誘致を進めており、その候補地の1か所として2014年（平成26年）5月8日に松阪店跡地が視察対象となった。

### 伊勢店
三重県伊勢市宮後一丁目1番1号。閉店後、毎週木曜日に閉店した店舗を利用して午後市が地元有志で行われていたほか、バスのりばとして使用されていた。2014年（平成26年）5月に建物が撤去され有料駐車場となった。2014年（平成26年）12月11日、跡地に12階建ての三交イン伊勢市駅前（仮称）を2016年（平成28年）12月に開業することが公表された。2016年（平成28年）11月25日に三交イン伊勢市駅前～四季乃湯～として開業した。

### その他の店舗
- 結城店 - 三重県津市八幡町
- 千里店
- 二俣店
- 茶与町店 - 三重県松阪市
- 津外商部 - 三重県津市大字藤方字茨ク子1622-2
- 久居外商部
- 伊勢外商部 - 三重県伊勢市神田久志本町字須賀崎1509-4
- 志摩外商部
- 尾鷲出張所 - 三重県尾鷲市矢浜2-7-18

## 関連会社
- 近畿日本鉄道
- 三重交通
- 三重交通グループホールディングス - 三交百貨店解散当時の社名は「三交ホールディングス」。
- 近鉄百貨店 - 閉店後の営業権の一部を譲り受けた。サポートの中心は近鉄百貨店（旧・中部近鉄百貨店）四日市店。